# Atletismo na Universíada de Verão de 1979

## Quadro de medalhas
| Ordem | País                   | Medalha de ouro | Medalha de prata | Medalha de bronze |     |
| ----- | ---------------------- | --------------- | ---------------- | ----------------- | --- |
| 1     | URS União Soviética    | 8               | 4                | 6                 | 18  |
| 2     | GDR Alemanha Oriental  | 5               | 4                | 1                 | 10  |
| 3     | ROM Romênia            | 5               |                  | 3                 | 8   |
| 4     | FRG Alemanha Ocidental | 4               | 4                | 4                 | 12  |
| 5     | USA Estados Unidos     | 4               | 2                | 4                 | 10  |
| 6     | POL Polônia            | 2               | 3                |                   | 5   |
| 7     | ITA Itália             | 2               | 1                | 4                 | 7   |
| 8     | GBR Grã-Bretanha       | 1               | 4                | 4                 | 9   |
| 9     | NED Países Baixos      | 1               | 2                |                   | 3   |
| 10    | AUT Áustria            | 1               |                  |                   | 1   |
| 11    | HUN Hungria            | 1               |                  |                   | 1   |
| 12    | FIN Finlândia          |                 | 3                |                   | 3   |
| 13    | MEX México             |                 | 2                | 1                 | 3   |
| 14    | FRA França             |                 | 1                | 3                 | 4   |
| 15    | BUL Bulgária           |                 | 1                | 1                 | 2   |
| 16    | CIV Costa do Marfim    |                 | 1                |                   | 1   |
| 17    | SUI Suíça              |                 | 1                |                   | 1   |
| 18    | JPN Japão              |                 | 1                |                   | 1   |
| 18    | TCH Checoslováquia     |                 |                  | 1                 | 1   |
| 18    | KEN Quênia             |                 |                  | 1                 | 1   |
|       | Total                  | 35              | 35               | 35                | 103 |